# Acartia lefevreae
Acartia lefevreae är en kräftdjursart som beskrevs av Edward Bradford 1976. Acartia lefevreae ingår i släktet Acartia och familjen Acartiidae. Inga underarter finns listade i Catalogue of Life.